# Beuronská benediktinská kongregace

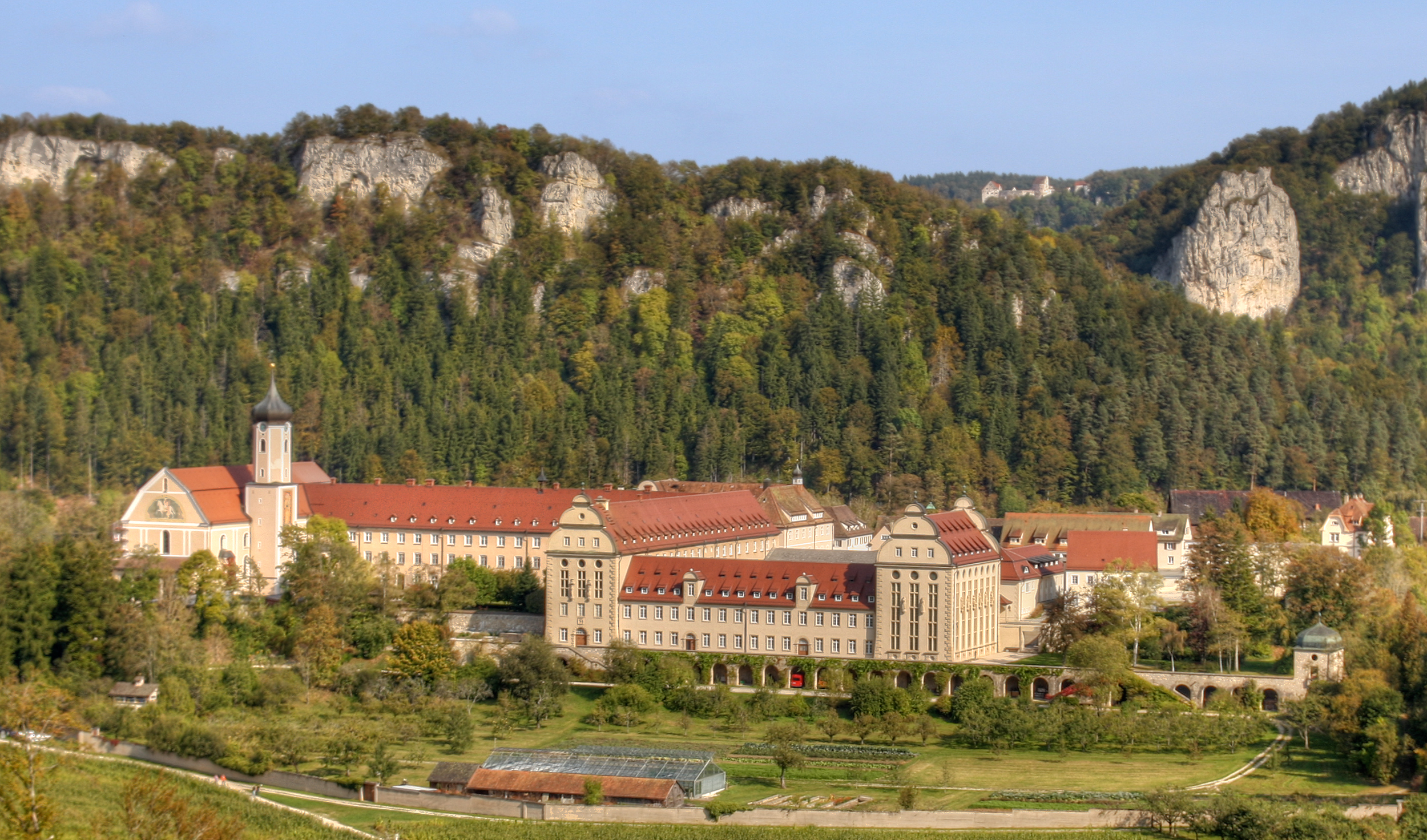
Klášter-arciopatství v Beuronu

Beuronská benediktinská kongregace je jednou z kongregací, které sdružují jednotlivé kláštery a dohromady tvoří řád svatého Benedikta.

## Historie
Beuronskou kongregaci založili v roce 1873 dva rodní bratři, Maurus a Placidus Wolterové, kteří vstoupili do benediktinského řádu. Centrem kongregace se stal beuronské arciopatství v Bádensku-Württembersku, v jihozápadní části Německa. Kongregace záhy rozvinula vlastní osobitý umělecký styl, v němž stavěla a zdobila své kláštery, tzv. Beuronskou uměleckou školu.
V roce 1884 bylo opatství Beuron povýšeno na arciopatství.

### Beuronská kongregace vČechách
V roce 1880 se kongregace rozšířila až do Čech, kde její mniši převzali pražský Emauzský klášter. Ten pak byl několik let hlavním domem celé beuronské kongregace, neboť v Německu nesměla působit z důvodu tzv. Kulturkampfu kancléře Bismarcka. - Emauzy setrvaly v beuronské kongregaci do roku 1947, kdy přešly do nově utvořené Slovanské benediktinské kongregace svatého Vojtěcha.
Ženský klášter svatého Gabriela na Smíchově, který zanikl roku 1919, koupila Československá pošta s tím, že kostel na základě zřízeného věcného břemene i nadále sloužil náboženským účelům.

## Současnost
Beuronská kongregace sdružuje 18 řeholních domů, jak mužských tak ženských, v Německu, Dánsku, Rakousku a severní Itálii.
| Klášter              | Druh   | Status                          | Počet mnichů nebo mnišek |
| -------------------- | ------ | ------------------------------- | ------------------------ |
| Åsebakken            | ženský | priorát                         | 3                        |
| Beuron               | mužský | arciopatství                    | 50                       |
| Cella Sankt Benedikt | mužský | závislý dům arciopatství Beuron | 2                        |
| Eibingen             | ženský | opatství                        | 48                       |
| Engelthal            | ženský | opatství                        | 21                       |
| Fulda                | ženský | opatství                        | 24                       |
| Gerleve              | mužský | opatství                        | 44                       |
| Herstelle            | ženský | opatství                        | 37                       |
| Kellenried           | ženský | opatství                        | 25                       |
| Maria Laach          | mužský | opatství                        | 46                       |
| Marienrode           | ženský | priorát                         | 11                       |
| Neresheim            | mužský | opatství                        | 12                       |
| Neuburg              | mužský | opatství                        | 12                       |
| Nütschau             | mužský | priorát                         | 15                       |
| Säben                | ženský | opatství                        | 6                        |
| Seckau               | mužský | opatství                        | 11                       |
| Tholey               | mužský | opatství                        | 10                       |
| Varensell            | ženský | opatství                        | 40                       |